# HD 216666
HD 216666，又名CD-3714981，SAO 214182、HR 8713，是一颗恒星，视星等为6.4，位于銀經5.02，銀緯-63.75，其B1900.0坐标为赤經22h 49m 38.2s，赤緯-36° -63.75′ 18″。